# Burgstädtel (Dohna)
Burgstädtel ist ein Ortsteil der Stadt Dohna im Landkreis Sächsische Schweiz-Osterzgebirge, Sachsen. Er ist bekannt für sein Wahrzeichen, die alte Burgstädtler Linde. Burgstädtel gehört zur Ortschaft Röhrsdorf.

## Geographie

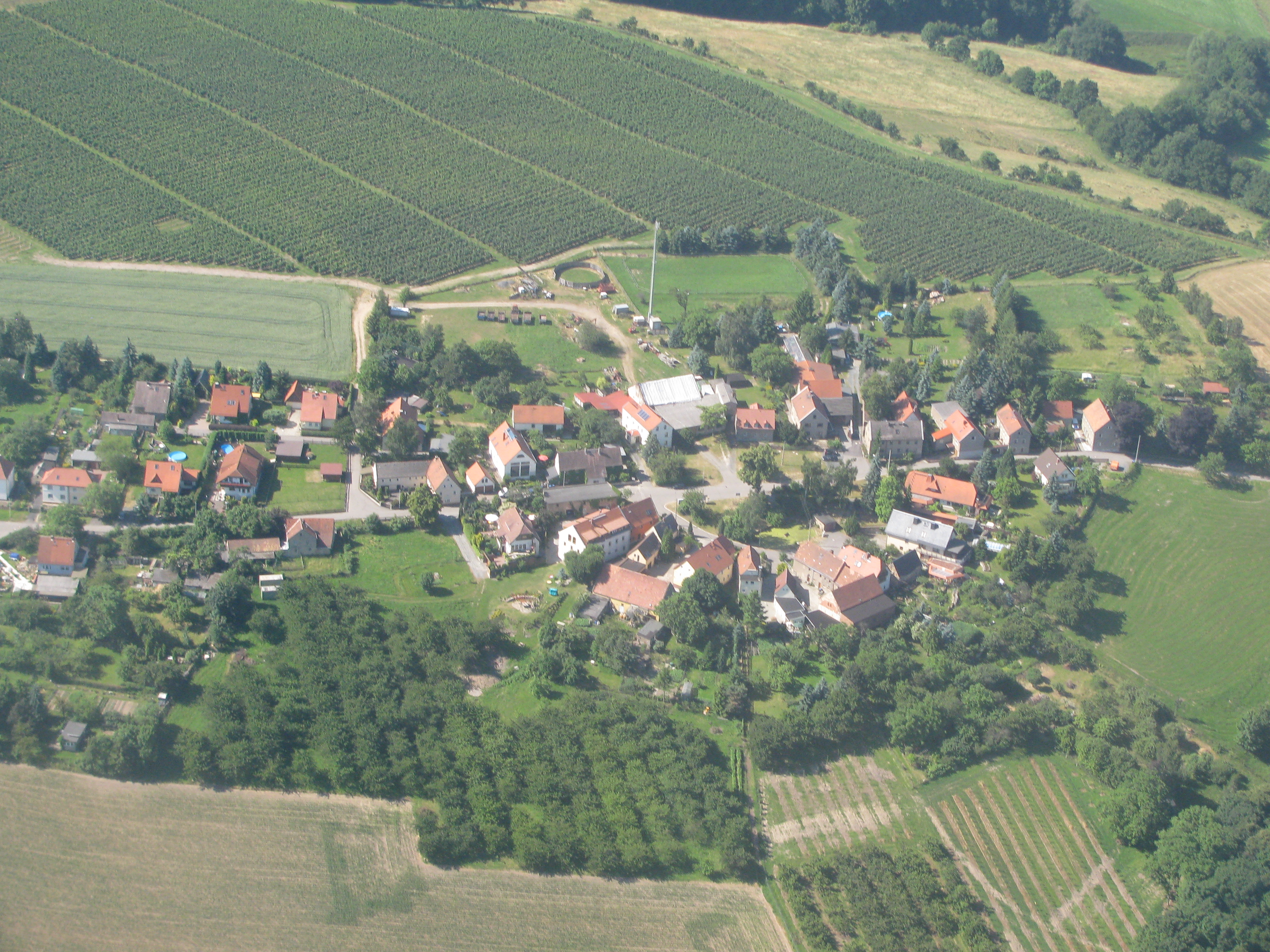
Burgstädtel aus der Vogelperspektive

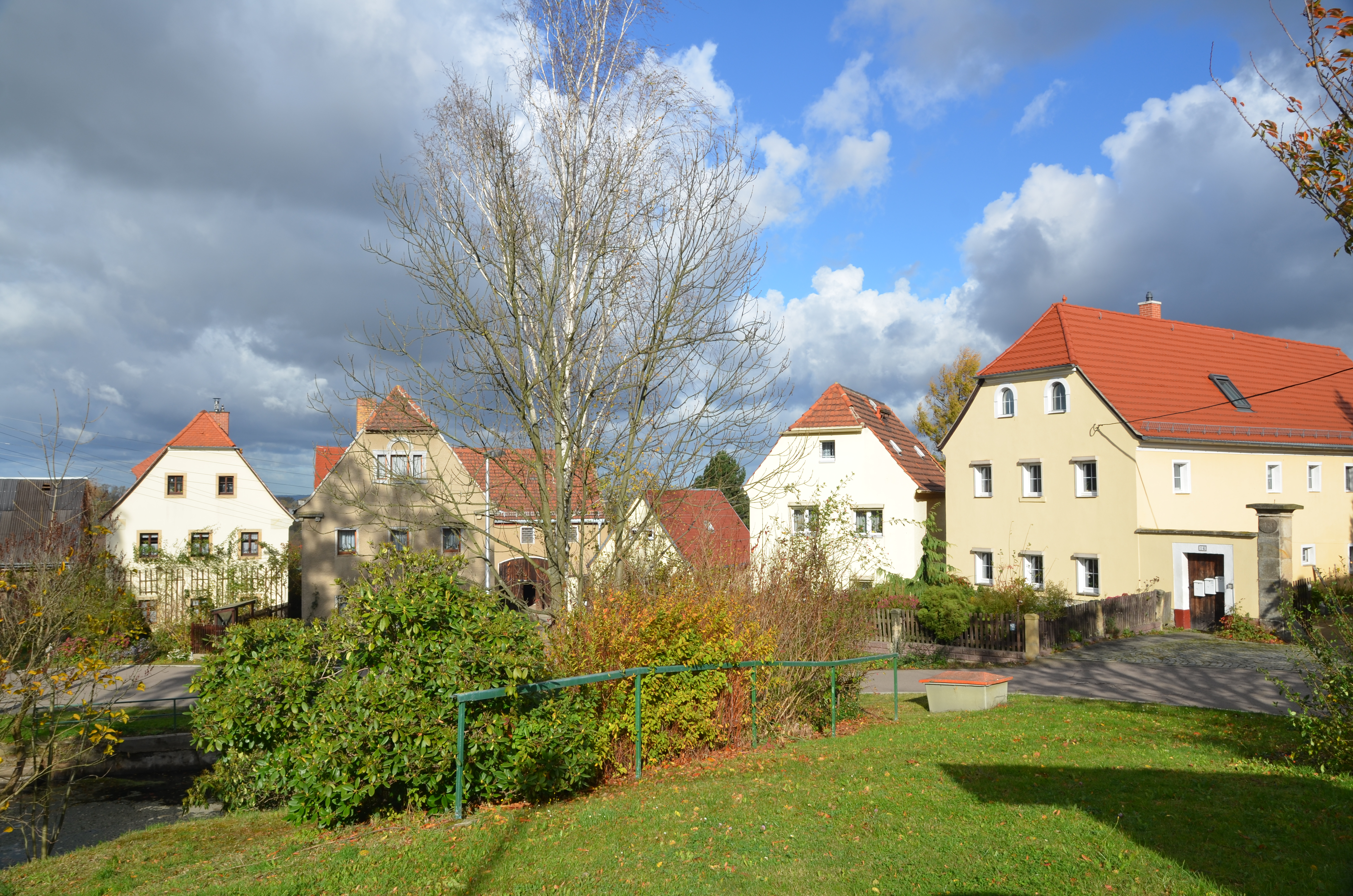
Burgstädtel – Ortsmitte, Rundling (2017)

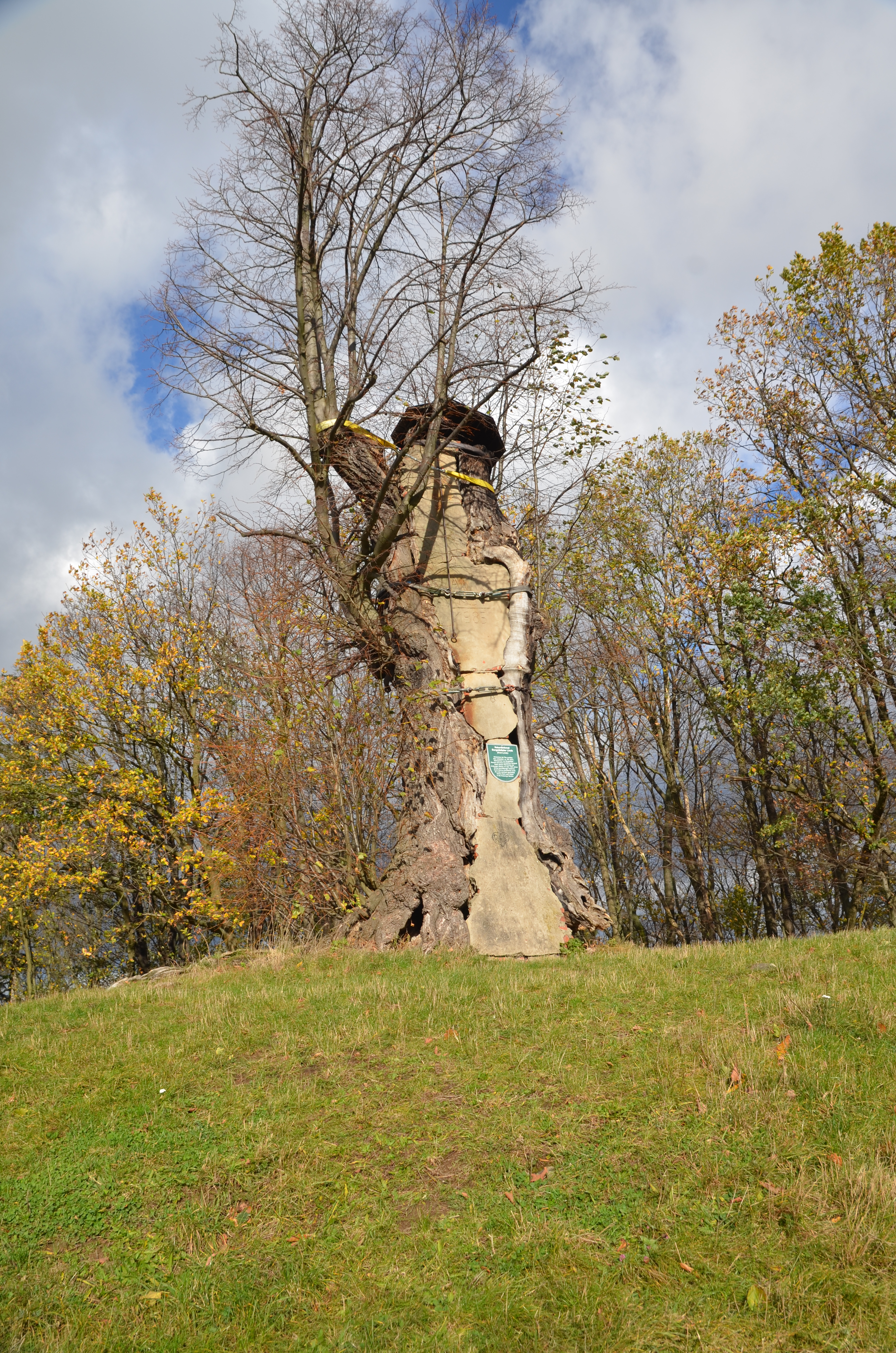
Burgstädtler Linde, Naturdenkmal (2017)

Burgstädtel liegt etwa fünf Kilometer nordwestlich der Dohnaer Altstadt an der Stadtgrenze zu Dresden. Es befindet sich auf einer Hochfläche orografisch rechts über dem Lockwitzgrund am Südrand des Elbtalkessels. Von Borthen führt der von einem kleinen Bach durchflossene Borthener Grund in den Lockwitzgrund. Die Fluren um Burgstädtel gehören größtenteils zum Borthener Obstbaugebiet. Einen knappen Kilometer nördlich von Burgstädtel steht die Lockwitztalbrücke der Bundesautobahn 17; dort verläuft auch die Stadtgrenze zwischen Dohna und Dresden.

### Nachbarorte
Angrenzende Dohnaer Ortsteile sind Röhrsdorf im Südosten und Borthen im Osten; Kleinborthen liegt nur 500 Meter von Burgstädtel entfernt. Nördlich bis westlich benachbart sind die Kreischaer Ortsteile Sobrigau, Babisnau und Bärenklause. Nächster Ort in südlicher Richtung, allerdings von der Gemarkung Burgstädtel durch die Borthener Flur getrennt, ist Gombsen.

### Siedlungsform
Das Zentrum Burgstädtels ist der Platz „Am Rundling“, dessen Name auf die ursprüngliche Siedlungsform des Dorfes – ein gut erhaltener slawischer Rundling (Rundplatzdorf) – hinweist. Um den runden, muldenförmig angelegten Dorfplatz sind Gehöfte und Häusleranwesen in gedrängter Anordnung mit der Giebelseite zur Freifläche gruppiert. Auf dem nördlichen Teil des Platzes befindet sich ein baumumstandener Feuerlöschteich.

### Burgstädteler Linde
Nach Osten setzt sich die Ortslage entlang der Straße Zur Linde fort. Dieser Straßenname nimmt wiederum Bezug auf die Burgstädteler Linde, in älterer Literatur auch Kronenlinde genannt. Diese 500 Jahre alte Sommerlinde (Tilia platyphyllos) mit einem enorm mächtigen Stamm und wenigen noch vitalen Ästen steht 300 Meter westlich des Rundlings, ist als Naturdenkmal geschützt und gilt als Wahrzeichen Burgstädtels. Der imposante Laubbaum befindet sich auf einem über 1000 Jahre alten künstlichen Burgwall der Slawen. Die Anlage wurde – nach den archäologischen Funden – im 10. Jahrhundert errichtet. Das Kreischaer Becken war zu dieser Zeit rein slawisch besiedelt. Der Abschnittswall trennt einen Geländesporn über einer Flussschleife des Lockwitzbachs vom Hinterland. Die Spornlänge auf der Krone des Restwalls beträgt ungefähr 150 Meter, wobei der künstliche Wall lediglich 20 Meter umfasst. Die Burgstädteler Linde ist aufgrund ihrer exponierten Lage weithin sichtbar und ein Aussichtspunkt, welcher einen Ausblick über das Lockwitztal mit der Hummelmühle und der Talenge am Blauberg sowie über das Kreischaer Becken mit den begrenzenden Höhenzügen des Wilisch, der Hermsdorfer Höhe und der Quohrener Kipse bietet.
Südlich der Burgstädteler Linde grenzt eine Birnen-Streuobstwiese an, welche Bestandteil des Flächennaturdenkmals ist. Das Biotop mit 160 Streuobstwiesenbäumen wurde vom Landschaftspflegeverband Sächsische Schweiz-Osterzgebirge e. V. in den Jahren 2011 bis 2014 durch Biotoppflegemaßnahmen wiederhergestellt.
Südlich von Burgstädtel steht mit der Steinlinde ein weiteres Naturdenkmal.

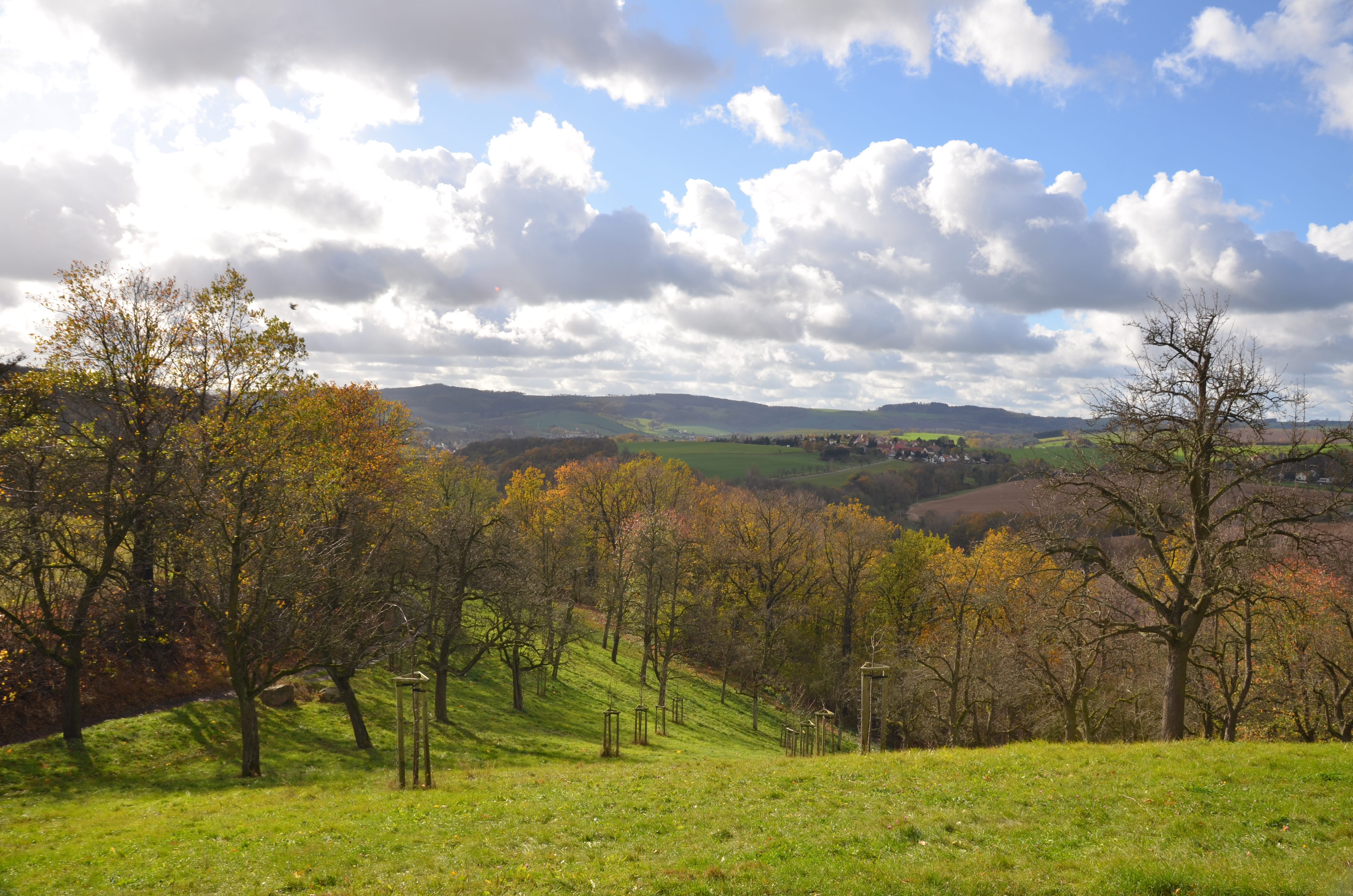
Streuobstwiese unterhalb der Burgstädtler Linde: Blick in Richtung Lockwitztal auf Kautzsch mit Quohrener Kipse (rechter Berg), Hermsdorfer Höhe und Wilisch (linker Berg) im Hintergrund

### Verkehr
Über die nach Großborthen führende Burgstädteler Straße ist Burgstädtel ans Straßennetz angeschlossen. Wanderwege führen zur Hummelmühle in den Lockwitzgrund sowie über den Blauberg nach Gombsen. Der Gerhard-Schiffel-Weg bildet die Verbindung nach Kleinborthen. Dort besteht als ÖPNV-Anbindung die Endhaltestelle der Buslinie B des Reisedienstes Dreßler nach Heidenau.

### Geologie
Gesteine des Elbtalschiefergebirges wie Quarzitschiefer, Syenit und Knotenschiefer befinden sich in der Flur südlich vom Ort. Eine Scholle kreidezeitlichen Sandsteins liegt in Ortsnähe. Zum Lockwitztal grenzt ein steiler, mit Laubbäumen bestockter Hang, welcher nach Südwesten hin abflacht und aus Sandstein des Rotliegenden (Perm) besteht.

## Geschichte

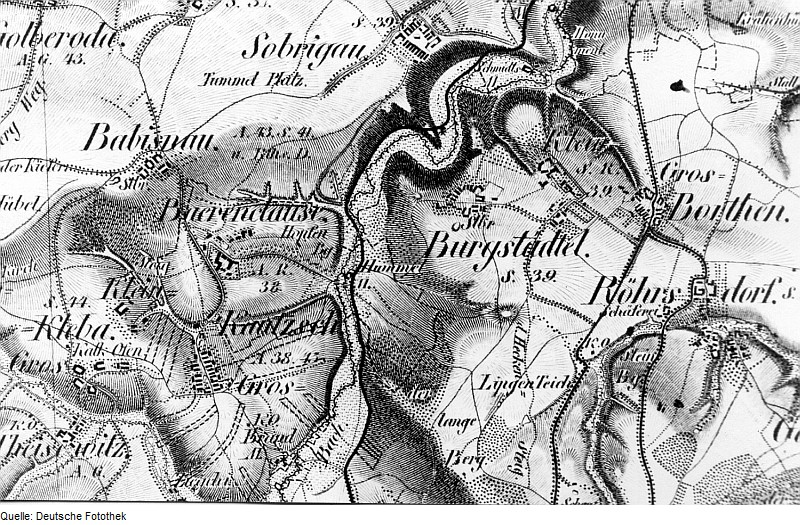
Burgstädtel auf einer Karte aus dem 19. Jahrhundert

Der aus dem Deutschen stammende Ortsname setzt sich zusammen aus den mittelhochdeutschen Wörtern burc (für Burg) und Stadel (für Standort) und bedeutet Siedlung am/beim Standort einer Burg oder Standort einer Burg.
Die Besiedlung des Orts erfolgte im Zusammenhang mit einer slawischen Wallanlage im Bereich des Aussichtspunkts bei der Burgstädtler Linde. Das Vorhandensein einer Befestigungsanlage ist durch den Fund slawischer und frühdeutscher Scherben nachgewiesen. Erstmals erwähnt wurde der Ortsname 1378 als Borgstadel. In den folgenden Jahrhunderten waren zahlreiche verschiedene Schreibweisen in Gebrauch, darunter Borckstadel und Burgkstädtel. Zur Unterscheidung von Burgstädtel b. Dresden hieß der Ort 1875 Burgstädtel b. Pirna. Zeitweise hieß der Ort auch Kleinborthen.
Ursprünglich bildete Burgstädtel mit dem unmittelbar benachbarten Kleinborthen eine Gemeinde, so 1378 und 1547. Die Grundherrschaft über Burgstädtel übten die verschiedenen Besitzer des Borthener Rittergutes aus. Die Verwaltung oblag seit dem 16. Jahrhundert dem Amt Pirna, 1856 dann dem Gerichtsamt Pirna. Auf Grundlage der Landgemeindeordnung von 1838 erlangte Burgstädtel Selbstständigkeit als Landgemeinde, die 1875 Teil der Amtshauptmannschaft Pirna wurde und im Jahr 1900 über eine 67 Hektar große Blockflur verfügte. Am 1. Juli 1950 wurde die Gemeinde Burgstädtel nach Borthen eingemeindet und wurde mit diesem 1952 dem Kreis Freital zugeschlagen. Als Teil Borthens kam Burgstädtel am 1. Januar 1993 zu Röhrsdorf und am 1. Januar 1999 schließlich zu Dohna.

## Einwohnerentwicklung
| Jahr    | Einwohner                                |
| ------- | ---------------------------------------- |
| 1547/51 | 8 besessene Mann, 2 Häusler, 11 Inwohner |
| 1764    | 6 besessene Mann, 10 Gärtner             |
| 1834    | 110                                      |
| 1871    | 108                                      |
| 1890    | 155                                      |
| 1910    | 134                                      |
| 1925    | 125                                      |
| 1939    | 116                                      |
| 1946    | 135                                      |
| 1950    | siehe Borthen                            |
| 2011    | 113                                      |